# Scottish Football League XI
Ne doit pas être confondu avec Équipe d'Écosse de football ou Scottish Football League.
L'équipe Scottish Football XI est une équipe de football représentant la Scottish Football League. Elle est constituée de joueurs évoluant en championnat d'Écosse, indépendamment de leur nationalité, même si, dans les faits, la majorité des joueurs sélectionnés étaient Écossais.
Cette équipe affronta régulièrement son équivalent anglais (en) et d'autres sélections représentatives de ligues nationales, entre 1892 et 1980. Toutefois, ces confrontations ont toujours joué un second rôle par rapport aux confrontations entre équipes nationales et déclinèrent d'autant plus à partir des années 1950 où les compétitions européennes de clubs prirent leur envol. Dans les années 1960 et 1970, les rencontres ne se déroulèrent plus que par grande intermittence. Un dernier match fut joué en 1990 pour fêter le centenaire de la Scottish Football League.

## Histoire
Peu après la création de la Scottish Football League en 1890, ses officiels ont eu le désir de se mesurer à la Football League anglaise, plus ancienne. Un premier match eut lieu en avril 1892, au Pike's Lane (en) à Bolton et se conclut par un match nul 2-2. Dans l'équipe anglaise (en) évoluaient trois joueurs écossais (Donald Gow (en), Willie Groves et Tom McInnes (en)) mais il faudra attendre les années 1960 pour que cela se reproduise.
En avril 1893, se tint la deuxième rencontre entre les deux équipes, et la première jouée en Écosse, au Celtic Park de Glasgow, devant 31 500 spectateurs. Cette même année, la sélection écossaise affronta pour la première fois son équivalent de la ligue irlandaise (en) (encore entièrement sous domination britannique), à Belfast.
Jusqu'à la Première Guerre mondiale, les clubs anglais étaient membres soit de la Football League (principalement des clubs situés dans le Nord de l'Angleterre et dans les Midlands), soit de la Southern Football League (pour les clubs situés dans le Sud de l'Angleterre). L'importance de cette ligue amena la sélection écossaise à affronter une sélection de la Southern Football League, pour la première fois en octobre 1910, à Millwall, qui se conclut par une victoire de la sélection du Sud de l'Angleterre. Après la Première Guerre mondiale, la Southern Football League fut absorbée au sein de la Football League et il n'y eut donc plus qu'une sélection représentative pour l'Angleterre.
En 1913, Frederick Wall (en), le président de la Fédération anglaise de football écrit à la Scottish Football League pour leur demander de ne plus qualifier d'internationales les rencontres opposant des équipes de ligue pour les réserver uniquement aux rencontres entre équipes nationales, ce qui fut fait.
La Scottish League XI fut souvent considérée d'un niveau inférieur à l'équipe nationale d'Écosse, car un nombre non négligeable des meilleurs joueurs écossais jouaient pour des clubs anglais et n'étaient donc plus sélectionnables, alors qu'en contre-partie, le championnat écossais peinait à attirer les grands joueurs non écossais. Cette sélection a toutefois permis à certains joueurs anglais évoluant dans le championnat écossais — et n'ayant pas le niveau pour être sélectionné en équipe d'Angleterre — de connaître des confrontations internationales, comme Bob Ferrier (en) qui passa toute sa carrière à Motherwell.
La Ligue anglaise commença à émettre des doutes sur l'intérêt de ces rencontres, qui se jouaient le samedi et obligeaient de modifier le calendrier des matches du championnat anglais, les faisant jouer les après-midi de milieu de semaine car l'absence de système d'éclairage à l'époque imposait de ne pas jouer en nocturne. De plus, ces rencontres ne rencontraient pas énormément de succès populaire en Angleterre. Toutefois, la Scottish Football League pesa de tout son poids pour maintenir ces rencontres, plutôt lucratives pour elle et qui connaissait un bon succès en Écosse (et même dans certaines villes du Nord de l'Angleterre, comme quand elles se tenaient à Newcastle upon Tyne). Pour encore améliorer son succès, ces rencontres furent souvent délocalisées hors de Glasgow ou d'Édimbourg, dans des villes qui ne recevaient pas souvent de rencontres internationales. Dans ces cas-là, une attention particulière était portée au fait de sélectionner un nombre important de joueurs évoluant dans le club local, pour intéresser encore plus le public.
En 1939, juste avant l'éclatement de la Seconde Guerre mondiale, la Scottish League XI affronta pour la première fois l'équipe de la Ligue irlandaise (en) — correspondant à la république d'Irlande, indépendante depuis 1922 — dans un match remporté par les Irlandais 2-1.
Il n'y eut qu'une seule rencontre inter-ligues pendant la Seconde Guerre mondiale, en octobre 1941 à Blackpool, entre la Scottish League XI et la Ligue anglaise (en), remportée 3-2 par les Anglais. Dans l'équipe écossaise figurait Matt Busby qui jouait alors pour Hibernian en tant que guest player pendant la guerre.
Après la guerre, l'intérêt du public pour ces rencontres augmenta, comme pour ce match de mars 1947 (perdu 3-1 contre la ligue anglaise (en)) joué au Hampden Park de Glasgow devant 84 000 spectateurs. Même une affiche moins prestigieuse, comme le match contre l'équipe de la Ligue irlandaise (en) en 1949 attira 62 000 spectateurs à l'Ibrox Park de Glasgow.
En septembre 1952, la Scottish League XI affronta pour la première et unique fois, une sélection de la Ligue galloise à Cardiff, même si elle consistait en fait en une sélection de joueurs évoluant dans des équipes de villes du pays de Galles, jouant en championnat anglais et dépendant donc officiellement de la Ligue anglaise. La sélection écossaise n'était pas constituée de ses meilleurs joueurs et s'inclina 3-0.
En 1955, la Scottish League XI affronta pour la première fois une sélection d'une ligue hors des Îles Britanniques, en jouant contre la ligue danoise (en), à Copenhague pour une victoire 4-0 (avec un but inscrit par le sud-africain Johnny Hubbard). En 1961, la Scottish affronta la deuxième unique équipe hors Îles Britanniques, en jouant face à une sélection de la Ligue italienne, dans laquelle figuraient le Gallois John Charles (qui jouait à la Juve) et l'Écossais Denis Law (qui jouait au Torino). Ce match, joué au Hampden Park de Glasgow devant 67 000 spectateurs, se termina par un match nul 1-1. Un match retour fut joué l'année suivante, à Rome, et se solda par une défaite méritoire 3-4 des Écossais.
Toutefois, l'intérêt pour ce genre de rencontres diminua avec l'apparition des Coupes d'Europe des clubs à partir de 1955. De plus, les calendriers des différentes équipes de top niveau commencèrent à être bien remplis, rendant difficile de trouver une date pour les rencontres inter-ligues. Cela impliqua une nouvelle approche de ces matches, qui purent parfois être utilisés comme matches de préparation, fournissant un adversaire à l'équipe nationale d'Écosse, en vue de Coupes du monde ou d'Euros. Cela permettait aussi de tester certains joueurs qui n'avaient pas encore été sélectionnés en équipe nationale d'Écosse, comme John White, qui a été sélectionné en équipe d'Écosse après avoir impressionné lors d'une telle rencontre. Dans ces cas de figure, il n'était pas rare que le sélectionneur écossais manage aussi l'équipe de la ligue écossaise.
Malgré cette nouvelle utilité, ainsi que deux belles victoires contre la équipe de la Ligue anglaise (en) en 1962 et 1966, ces rencontres perdirent de leur attrait, les joueurs déclinant régulièrement des sélections pour cause de calendrier trop chargé. De plus, les matches contre la sélection irlandaise (en) étaient souvent trop déséquilibrés, comme celui de 1962 qui se conclut par une victoire écossaise 11-0 ou celui de 1969 qui se joua devant seulement 5 000 spectateurs à Ibrox Park.
Face à ces difficultés, la Scottish League XI perdit beaucoup de crédibilité, avec encore plus une défaite 5-0 face à la Ligue anglaise (en) en 1974, au Maine Road de Manchester. L'équipe écossaise avait eu beaucoup de mal à se constituer une équipe de qualité, n'ayant pu sélectionner que des joueurs assez éloignés du niveau international alors que l'équipe anglaise (en) avait quant à elle des joueurs de très haut niveau. Deux ans après, pour le match retour de la défaite de 1974, seuls 10 000 spectateurs avaient assisté à la rencontre au Hampden Park alors même que les confrontations avec la Ligue anglaise (en) étaient celles qui avaient le plus d'impact. À la suite de cela, il n'y eut pas de date fixée pour une nouvelle rencontre entre Écossais et Anglais.
Seuls trois matches se déroulèrent par la suite, un contre la Ligue italienne en 1978 à Vérone (match nul 1-1) en vue de la préparation à la Coupe du monde 1978 et deux autres contre chacune des sélections irlandaises, celle de la république d'Irlande et celle de l'Irlande du Nord, en 1980.
Il fallut ensuite dix années sans match pour revoir la Scottish League XI, lors d'une rencontre contre l'équipe nationale d'Écosse, organisée pour célébrer le centenaire de la Ligue écossaise de football. La Scottish League XI, entraînée par Jim McLean, manager de Dundee United, remporta ce match 1-0, à la suite d'un penalty marqué par l'attaquant néerlandais Hans Gillhaus.

## Joueurs

### Sélections
Bobby Evans est le recordman des sélections en Scottish League XI, avec 25 sélections entre 1948 et 1960. George Young, qui a quant à lui 22 sélections, est le seul joueur à compter au moins 20 victoires. 17 autres joueurs comptent plus de 10 sélections. 

### Buteurs
Willie Bauld est le meilleur buteur avec 15 buts inscrits en 13 sélections, entre 1949 et 1958, suivi par Lawrie Reilly qui compte 14 buts en 13 sélections. Barney Battles, Jr. est le troisième meilleur buteur, avec 13 buts, mais surtout celui qui a le meilleur ratio, les ayant inscrits en juste 5 rencontres (2,6 buts par match). Bobby Collins (12) et Willie Reid (10) complètent la liste des joueurs avec au moins 10 buts inscrits. 

### Dernière équipe sélectionnée
Pour le dernier match joué, en 1990, pour célébrer le centenaire de la Scottish Football League, la Scottish League XI, entraînée par Jim McLean, manager de Dundee United, était composée des joueurs suivants :
- Theo Snelders (Aberdeen)
- Gary Stevens (Rangers)
- David Robertson (Aberdeen)
- Jim McInally (Dundee United)
- Miodrag Krivokapić (Dundee United)
- Fred van der Hoorn (Dundee United)
- István Kozma (Dunfermline Athletic)
- Paul Lambert (Saint Mirren)
- Charlie Nicholas (Celtic)
- Bobby Connor (Aberdeen)
- Hans Gillhaus (Aberdeen)

## Stades
À la différence de l'équipe nationale d'Écosse avec Hampden Park, la Scottish League XI n'a pas de stade dédié. Elle a pu ainsi évoluer sur les pelouses de nombreux stades d'Écosse. Les matches les plus importants, comme ceux contre la Ligue italienne ou la Ligue anglaise (en), étaient souvent joués dans l'un des trois grands stades de Glasgow : Hampden Park, Celtic Park ou Ibrox Park, les plus fortes affluences dépassaient fréquemment 40 000 spectateurs pour culminer à 90 000 en 1949. 
Les affiches moins spectaculaires pouvaient être jouées dans d'autres villes d'Écosse, à Édimbourg (Easter Road ou Tynecastle Stadium), à Dundee (Carolina Port (en) ou Dens Park), Paisley (Love Street) ou Motherwell (Fir Park Stadium). D'autres plus petits stades de Glasgow furent aussi utilisés, comme Firhill Stadium ou Shawfield Stadium.

## Résultats
La plus grande victoire est un 11-0 en 1962 contre la sélection irlandaise (en) et la plus lourde défaite 0-5 contre la Ligue anglaise (en) en 1974.

### Résultats par adversaire
| Adversaire                            | M   | V  | N  | D  | %V    | %N    | %D    |
| ------------------------------------- | --- | -- | -- | -- | ----- | ----- | ----- |
| Ligue danoise (en)                    | 1   | 1  | 0  | 0  | 100   | 0     | 0     |
| Ligue anglaise (en)                   | 75  | 19 | 14 | 42 | 25.33 | 18.67 | 56    |
| Ligue (nord)-irlandaise (en)          | 62  | 56 | 1  | 5  | 90.32 | 1.61  | 8.06  |
| Ligue italienne                       | 3   | 0  | 2  | 1  | 0     | 66.67 | 33.33 |
| Ligue de la république d'Irlande (en) | 22  | 17 | 3  | 2  | 77.27 | 13.64 | 9.09  |
| Southern Football League              | 5   | 2  | 1  | 2  | 40    | 20    | 40    |
| Ligue galloise                        | 1   | 0  | 0  | 1  | 0     | 0     | 100   |
| Totaux                                | 169 | 95 | 21 | 53 | 56.21 | 12.43 | 31.36 |

 M - Matches; V - Victoires; N - Matches nuls; D - Défaites